# Michael Condon Memorial Award
Der Michael Condon Memorial Award ist eine Eishockeytrophäe der American Hockey League. Sie wurde nach Michael Condon, einem ehemaligen Schiedsrichter der AHL, benannt, der während der Saison 2001/02 verstarb. Die Trophäe wird seit der Saison 2001/02 jährlich an den besten Schiedsrichter der AHL vergeben.

## Gewinner
| Jahr    | Gewinner             |
| ------- | -------------------- |
| 2023/24 | Shaun Davis          |
| 2022/23 | Jud Ritter           |
| 2021/22 | Brent Colby          |
| 2020/21 | Tim Mayer            |
| 2019/20 | Peter Feola          |
| 2018/19 | Fred Hudy Carl Sasyn |
| 2017/18 | Frank Murphy         |
| 2016/17 | Kevin Hastings       |
| 2015/16 | Joe Ross             |
| 2014/15 | Mike Emanatian       |
| 2013/14 | Jim Vail             |
| 2012/13 | Bob Goodman          |
| 2011/12 | Bob Paquette         |
| 2010/11 | Brian Lemon          |
| 2009/10 | David Butova         |
| 2008/09 | Al Stensland         |
| 2007/08 | Terry Koharski       |
| 2006/07 | Leo Boylan           |
| 2005/06 | Luke Galvin          |
| 2004/05 | Matt Dunne           |
| 2003/04 | Dan Murphy           |
| 2002/03 | Marty Demers         |
| 2001/02 | Jim Doyle            |